# Danby (Yorkshire du Nord)
Pour les articles homonymes, voir Danby.
Danby est une localité du district de Scarborough dans le Yorkshire du Nord en Angleterre.
La population était de 1 411 habitants en 2001.